# Estação Drassanes
Drassanes (em catalão:  Estació de Drassanes) é uma estação do Metro de Barcelona. A Linha 3 operada pela TMB atende a estação.

## História
A estação foi inaugurada a 14 de dezembro de 1968 como prolongamento da linha a partir da Estação Liceu, após o fechamento da Estació de Ferran. Originalmente era conhecida como Atarazanas, mudou seu nome para Drassanes em 1982.

## Localização

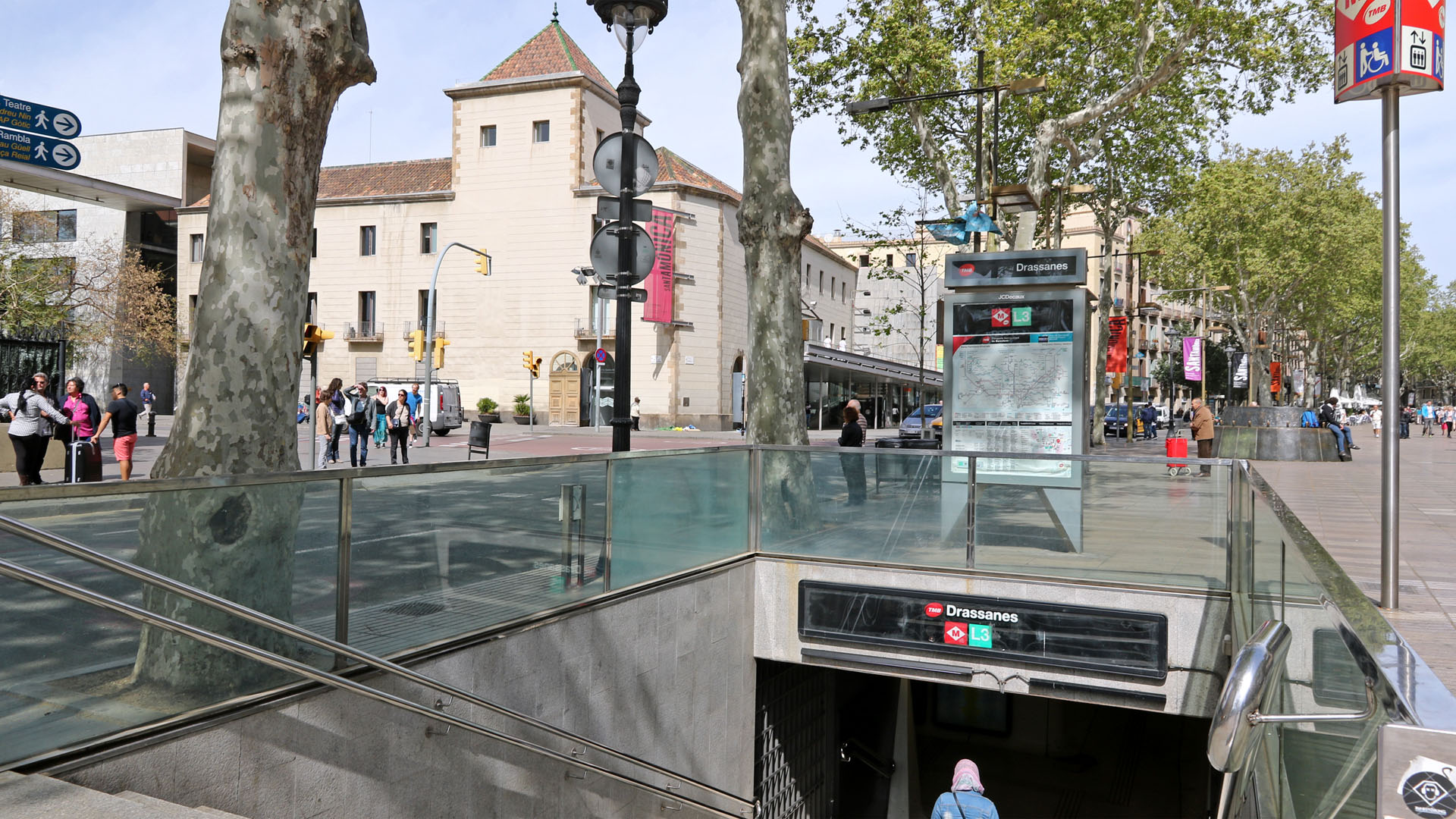
Acesso a estação por La Rambla.

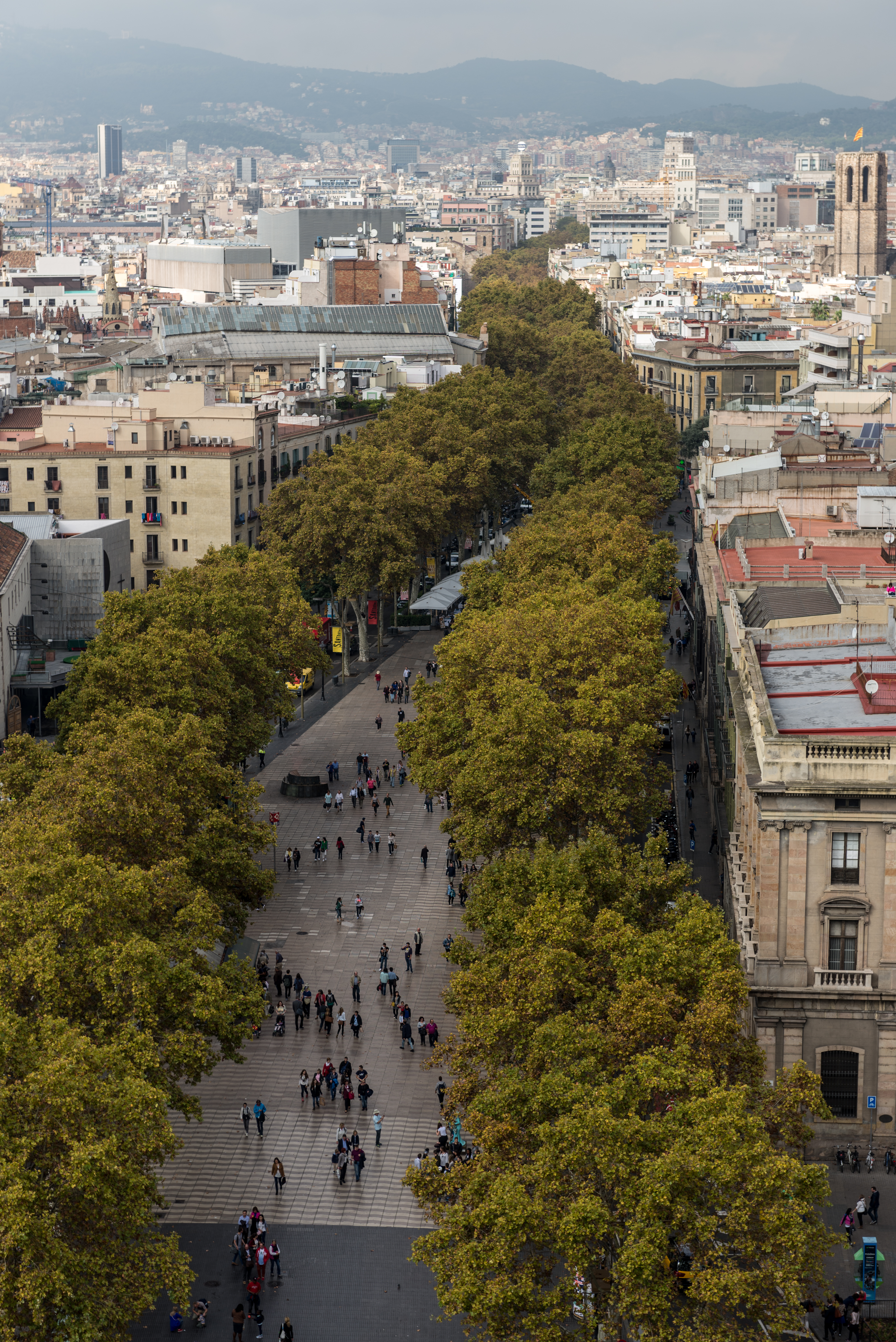
La Rambla vista do monumento a Monumento a Colón.

Está localizada embaixo do Portal de la Santa Madrona, perto de La Rambla, no bairro Ciutat Vella. Seu nome é uma homenagem aos Drassanes Reials de Barcelona, o antigo estaleiro da cidade que agora abriga o Museu Marítimo de Barcelona. É a estação mais próxima do Porto de Barcelona e uma das estações mais próximas do mar, como foi construída próxima ao nível do mar tem pouca profundidade. A estação sofreu inundações no passado e foi totalmente reconstruído em 2007 com a modernização das plataformas e instalação de elevadores.

## Acessos a estação
- Santa Madrona Portal de la Santa Madrona[10]
- La Rambla
- Drassanes

## Arredores
- Monumento a Colón[11]
- Las Drassanes Reials (Museu Marítim de Barcelona)[12]
- Porto de Barcelona[13]
- Museu de Cera de Barcelona[14]